# Leucauge moerens
Leucauge moerens este o specie de păianjeni din genul Leucauge, familia Tetragnathidae. A fost descrisă pentru prima dată de O. P.-cambridge, 1896. Conform Catalogue of Life specia Leucauge moerens nu are subspecii cunoscute.